# هم‌کلاسی‌ها
هم‌کلاسی‌ها (ایتالیایی: Compagni di scuola) یک فیلم کمدی ایتالیایی به کارگردانی کارلو وردونه است که در سال ۱۹۸۸ منتشر شد.

## بازیگران
- کارلو وردونه
- نانسی بریلی
- کریستین دسیکا
- ماسیمو گینی
- الئونورا جورجی
- آتینا چنچی
- ناتاشا هووی
- مائوریتسیو فرینی
- آلساندرو بنونوتی
- فابیو تراورسا
- لوئیجی پتروچی
- پی‌یرو ناتولی
- جانی موزی
- سِـرِنا بناتو